# Jean-Paul Dias
Jean Paul Dias Mendes (plus connu sous le nom de Jean-Paul Dias) est un homme politique sénégalais et ancien ministre, chef de file du Bloc des centristes Gaïndé (BCG).

## Biographie
Jean Paul Dias Mendes est né à Dakar le 8 janvier 1946.

### Études
Il fréquente l'enseignement privé catholique de 1952 à 1964, année où il obtient son Baccalauréat.
Il est licencié en droit, titulaire d'un DES en droit public et science politique, diplômé de l'École nationale d'administration du Sénégal (ENAS), dont il sort major de promotion en 1974.
Ses principales étapes dans l'administration publique seront :
- Premier secrétaire à l'ambassade du Sénégal à Tunis,
- Inspecteur régional du travail et de la sécurité sociale du Sine-Saloum (Kaolack),
- Chef de la division des études et relations internationales (ministère du Travail),
- Conseiller technique à la présidence de la république et directeur de la Fondation nationale d'action sociale (FNASS).

En 1981, il quitte l'Administration pour le privé où il devient administrateur de sociétés et directeur général de PME.

### Carrière politique
Jean-Paul Dias a été membre de la direction du Parti démocratique sénégalais (PDS) de Maître Abdoulaye Wade, fondateur et premier directeur de publication du journal Sopi (changement) du PDS.
Il s'illustrera et lancera sa popularité au cours de la période appelée « années de braise », 
consécutives aux élections troublées de 1988.
Il sera ministre de l'Intégration économique africaine, président du conseil des ministres de la CEDEAO, membre du conseil des ministres de l'UMOA (devenue UEMOA), membre du conseil des ministres de la Zone franc, membre du conseil des ministres ACP et CEE-ACP, président du conseil d'administration du fonds de la CEDEAO (devenu la Banque d'investissement et de développement de la CEDEAO).
Exclu du PDS par Maître Wade en 1993, il créera le Bloc des centristes Gaïndé (BCG) en 1996 dont il est le président sous le titre de premier secrétaire. Sous les couleurs du BCG il devient conseiller municipal de Dakar (1996 et 2009), député (1998), vice-président de l'Assemblée nationale et conseiller régional de Dakar (2009).
Le 9 août de la même année, il sera violemment interpellé, à nouveau, en son domicile au petit matin et incarcéré sous prétexte que des doutes existeraient relativement à sa nationalité sénégalaise. Cette affaire provoqua, aussi, une levée de boucliers populaire d'autant que son fils, Barthélemy, sera appréhendé dans la même période et déporté à Tambacounda (sud-est du Sénégal).
Sa formation politique, le BCG est membre de la coalition "MACKY 2012". Jean-Paul DIAS, conseiller spécial du candidat Macky SALL, a été ainsi l'un des artisans majeurs de la victoire du Président Macky Sall, nouveau président de la République du Sénégal élu le 25 mars 2012.

### Famille
Jean-Paul Dias est marié depuis 1974 avec Christiane Lopes, professeur d'enseignement secondaire, ancienne capitaine de l'Équipe du Sénégal de basket-ball féminin, championne d'Afrique aux Jeux panafricains de Lagos (1973).
Christiane Lopes Dias a été censeur du lycée de jeunes filles John Kennedy, puis conseiller au cabinet du ministre de l’Éducation nationale du Sénégal.En 2020, Christiane Lopes a été élevée à la dignité de Grand Officier de l'Ordre National du Mérite. Le couple a trois enfants dont Barthélémy Dias. Barthélémy est également homme politique sénégalais, membre du Parti socialiste, honorable député à l'Assemblée nationale du Sénégal et maire de Dakar.